# Asburyho univerzita
Asburyho univerzita (anglicky Asbury University) je soukromá křesťanská univerzita ve město Wilmore v Kentucky ve Spojených státech amerických. Založil ji metodistický duchovní John Wesley Hughes v roce 1890 a je pojmenována k poctě biskupa Francise Asburyho. Označuje se za nedenominační, ale má blízko k wesleyánství.
Má přibližně 1800 studentů. 